# Lechnerita
La lechnerita és un mineral de la classe dels sulfurs.

## Característiques
La lechnerita és una sulfosal de fórmula química Ag₁₀Cu₄HgPb₃₃Sb₅₈S₁₂₈. Va ser aprovada com a espècie vàlida per l'Associació Mineralògica Internacional en el mes de febrer de l'any 2025, i encara resta pendent de publicació. Cristal·litza en el sistema triclínic.
L'exemplar que va servir per a determinar l'espècie, el que es coneix com a material tipus, es troba conservat a les col·leccions mineralògiques del departament mineralògic-petrogràfic del Museu d'Història Natural de Viena (Àustria), amb el número de catàleg: O 3264.

## Formació i jaciments
Va ser descoberta al túnel Sant'Olga de la mina Monte Arsiccio, situada a la localitat d'Stazzema, a la província de Lucca (Toscana, Itàlia). Aquesta mina italiana és l'únic indret de tot el planeta on ha estat descrita aquesta espècie mineral.